# Behind the Wheel
„Behind the Wheel“ je píseň britské elektronické hudební skupiny Depeche Mode z jejího šestého studiového alba Music for the Masses. Píseň vyšla 28. prosince 1987 jako třetí singl z alba a dosáhla umístění na 21. pozici v žebříčku UK Singles Chart.

## Seznam skladeb
|  | 1. „Behind the Wheel“ (Remix) 2. „Route 66“ 1. „Behind the Wheel“ (Shep Pettibone Mix) 2. „Route 66“ (Beatmasters Mix) 1. „Behind the Wheel“ (Beatmasters Mix) 2. „Route 66“ (Casualty Mix) 1. „Behind the Wheel“ (7″ Remix) 2. „Route 66“ 3. „Behind the Wheel“ (Shep Pettibone Mix) 4. „Route 66“ (Beatmasters Mix) 5. „Behind the Wheel“ (Beatmasters Mix) 6. „Route 66“ (Casualty Mix) 7. „Behind the Wheel“ (LP Mix) - Znovuvydání z roku 1992. 1. „Behind the Wheel“ (Shep Pettibone Mix) 2. „Route 66“ (Beatmasters Mix) 3. „Behind the Wheel“ (LP Mix) | 1. „Behind the Wheel“ (Remix) 2. „Route 66/Behind the Wheel“ (Mega-Single Mix) 1. „Behind the Wheel/Route 66“ (Megamix) 2. „Behind the Wheel/Route 66“ (Megadub) 3. „Behind the Wheel“ (Extended Remix) 4. „Behind the Wheel“ (Beatmasters Mix) 1. „Behind the Wheel“ (Extended Remix) 2. „Behind the Wheel“ (Dub) 3. „Behind the Wheel“ (Beatmasters Mix) 4. „Behind the Wheel“ (7″ DJ Remix) 1. „Behind the Wheel“ (Remix) 2. „Behind the Wheel/Route 66“ (Mega-Single Mix) 3. „Route 66/Behind the Wheel“ (Mega-Single Mix) 4. „Behind the Wheel/Route 66“ (Megamix) 5. „Behind the Wheel“ (Extended Remix) 6. „Behind the Wheel“ (Beatmasters Mix) |

## Umístění v žebříčcích
| Žebříček (1988)                                    | Stát               | Pozice |
| -------------------------------------------------- | ------------------ | ------ |
| Media Control Charts                               | Německo            | 6      |
| Singles (Schweizer Hitparade)                      | Švýcarsko          | 6      |
| UK Singles Chart (OCC)                             | Spojené království | 21     |
| Billboard Hot 100 spolu s „Route 66“               | USA                | 61     |
| Dance Club Songs (Billboard) spolu s „Route 66“    | USA                | 3      |
| Dance Singles Sales (Billboard) spolu s „Route 66“ | USA                | 10     |

## Behind the Wheel 2011
Stejně jako „Personal Jesus“ byla v roce 2011 „Behind the Wheel“ zremixována pro kompilační album Remixes 2: 81–11 a vyšla jako propagační singl ve Spojených státech.

### Seznam skladeb
1. „Behind the Wheel 2011“ (Vince Clarke Extended Vocal) – 6:42
2. „Behind the Wheel 2011“ (Mark Picchiotti Re-Edited Vince Clarke Dub) – 6:44
3. „Behind the Wheel 2011“ (Mark Picchiotti Re-Edited Vince Clarke Radio Mix) – 3:36

### Umístění v žebříčcích
| Žebříček (2011)              | Stát | Pozice |
| ---------------------------- | ---- | ------ |
| Dance Club Songs (Billboard) | USA  | 3      |